# Chủ nghĩa tân quốc xã
Chủ nghĩa tân quốc xã (tiếng Anh: Neo-Nazism) gồm những phong trào chính trị và xã hội hậu Chiến tranh thế giới thứ hai nhằm làm hồi sinh chủ nghĩa Quốc xã

.
Cụm từ chủ nghĩa tân quốc xã cũng có thể chỉ những tư tưởng ủng hộ các phong trào này.

Chủ nghĩa tân quốc xã mượn lại những yếu tố của học thuyết Quốc xã, bao gồm chủ nghĩa dân tộc, chủ nghĩa bài Do Thái, bài ngoại, ghê sợ đồng tính luyến ái và phân biệt chủng tộc.

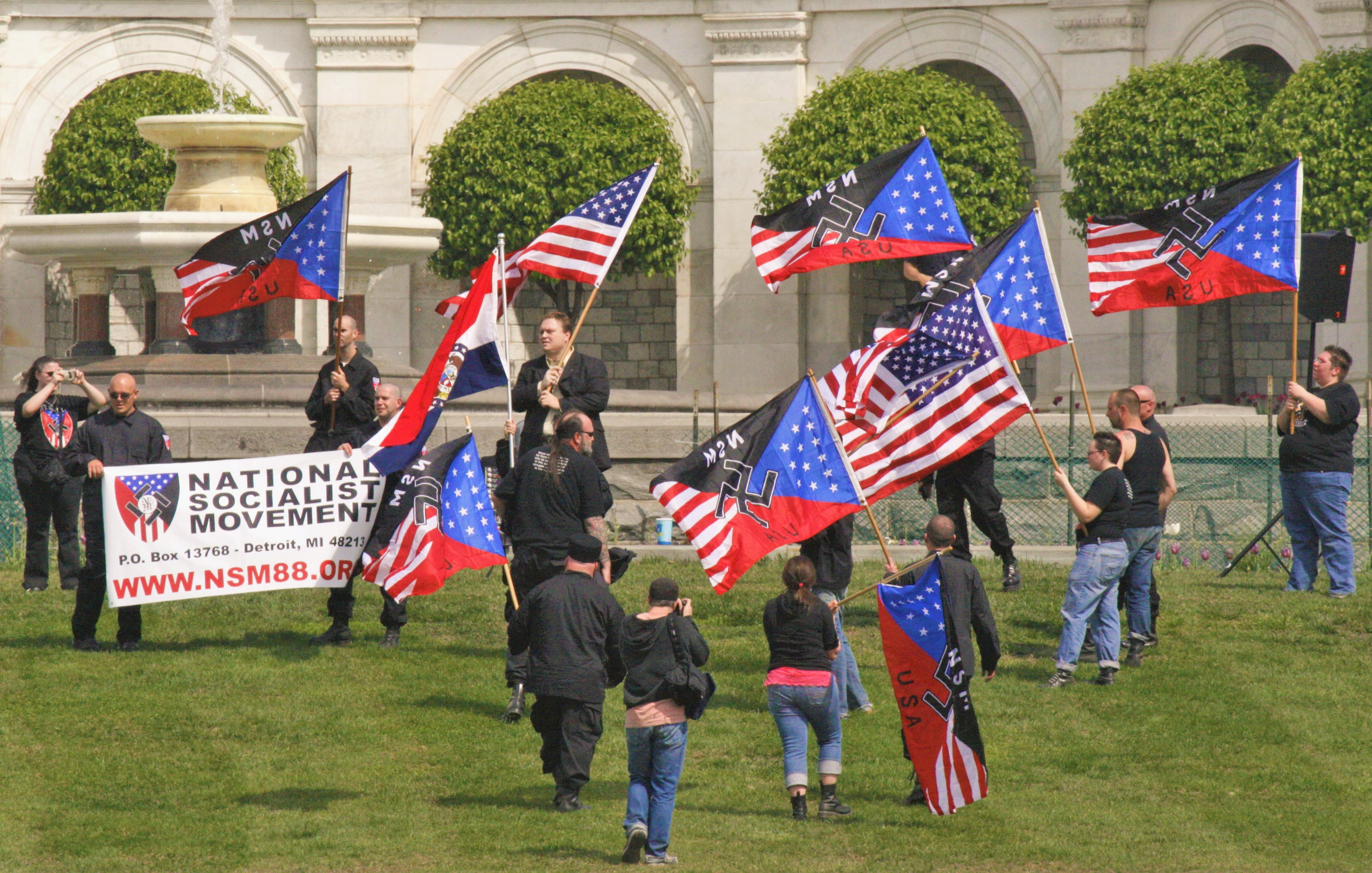
Một cuộc biểu tình của những người phát xít tại Đồi Capitol, Washington D.C, Hoa Kỳ năm 2008

## Thuật ngữ
Neo-Nazism hay Chủ nghĩa tân quốc xã mô tả bất kỳ chiến dịch quân sự, xã hội hoặc chính trị sau Chiến tranh thế giới thứ hai nào tìm cách làm sống lại ý thức hệ của chủ nghĩa phát xít toàn bộ hoặc một phần.
Thuật ngữ chủ nghĩa tân quốc xã cũng có thể ám chỉ đến hệ tư tưởng của những hoạt động này, có thể mượn các yếu tố từ học thuyết của Đức Quốc xã, bao gồm chủ nghĩa cực đoan, chủ nghĩa chống cộng, phân biệt chủng tộc, chủ nghĩa thể chế, ngoại cảm, đồng tính, chống Rôma, chống độc tài. Holocaust được phủ nhận là một tội ác mà như là sự kết hợp của các biểu tượng của Đức Quốc xã và sự ngưỡng mộ Adolf Hitler.
Chủ nghĩa tân quốc xã được coi là một hình thức đặc biệt của chính trị cánh hữu và chủ nghĩa cực đoan cánh hữu (chính trị cực hữu)

## Sinh thái và môi trường
Chủ nghĩa tân quốc xã có liên kết với một biến đổi máu và đất của chủ nghĩa môi trường, trong đó có chủ đề chung về bảo vệ hệ sinh thái, phong trào hữu cơ và bảo vệ động vật.
Xu hướng này, đôi khi được gọi là "chủ nghĩa môi trường", được đại diện trong chủ nghĩa xã hội quốc gia Đức ban đầu bởi Richard Walther Darré, là người quản lý thực phẩm từ năm 1933 đến năm 1942.

## Học thuyếtPhân chia chủng tộc
Người Tân Quốc Xã đã đặt ra một học thuyết tinh thần di chuyển vượt ra ngoài chủ nghĩa phân biệt chủng tộc, mang tính khoa học lấy cảm hứng từ Darwin chủ yếu phổ biến ở giới trung lưu trong thế kỷ 20.
Các nhân vật có ảnh hưởng trong sự phát triển của chủ nghĩa phân biệt mới này như Miguel Serrano và Julius Evola (các nhà văn, các nhà phê bình về chủ nghĩa phát xít như Trung tâm Luật nghèo đói miền Nam) cho rằng tổ tiên của người Aryan trong quá khứ xa xôi, sinh ra cao cấp hơn trạng thái hiện tại, bị "xâm nhập" do trộn lẫn với những người ngoại lai.
Trong lý thuyết này, nếu "Aryan" là để trở về thời kỳ vàng son của quá khứ xa xôi, họ cần phải đánh thức bộ nhớ của máu. Một nguồn gốc ngoài trái đất của Hyperboreans thường được tuyên bố. Những lý thuyết này thu hút sự ảnh hưởng từ thuyết ngộ độc và Mật thừa, xây dựng trên công việc của Ahnenerbe. Trong lý thuyết phân biệt chủng tộc này, người Do thái được tổ chức như là sự phản nghịch lại của giới quý tộc, tinh khiết và sắc đẹp.